# Способ Талькотта
Способ Та́лькотта в астрономии и в геодезии — метод определения астрономической широты места наблюдения. Назван в честь американского геодезиста Эндрю Талькотта, который разработал данный метод на практике в 1857 году, хотя предложен он был датским астрономом Педером Хоребоу ещё в 1740 году. С 1898 года способ Талькотта использовался Международной службой широты для измерения движения полюсов Земли.

## Методика
При измерении широты способом Талькотта наблюдаются две звезды с известными склонениями, кульминации которых в данной местности проходят по разные стороны от зенита, приблизительно на одной высоте и с небольшим интервалом времени. Такие пары звёзд называются парами Талькотта. Если звезда к северу от зенита находится в верхней кульминации, то формула принимает такой вид:
{\displaystyle \varphi ={\frac {(z_{S}-z_{N})+(\delta _{S}+\delta _{N})}{2}}}
Если же звезда к северу от зенита находится в нижней кульминации, формула выглядит так:
{\displaystyle \varphi ={\frac {(z_{S}-z_{N})+(180^{\circ }+\delta _{S}-\delta _{N})}{2}}}
Индексы {\displaystyle N} и {\displaystyle S} обозначают зенитные расстояния ({\displaystyle z}) и склонения ({\displaystyle \delta }) для северной и южной звёзд соответственно.
Особенность этого метода заключается в том, что для нахождения широты достаточно измерить лишь разность высот (или зенитных расстояний) звёзд в кульминациях, а не их абсолютные значения. Таким образом повышается точность измерения широты: в частности, рефракция не оказывает существенного влияния на результат, так как зенитное расстояние звёзд уменьшается на одну и ту же величину.